# Sidorame Timur
Sidorame Timur is een bestuurslaag in het regentschap Medan van de provincie Noord-Sumatra, Indonesië. Sidorame Timur telt 9895 inwoners (volkstelling 2010).